# Coupe du Liechtenstein de football 1985-1986
Navigation
Édition précédente Édition suivante
La coupe du Liechtenstein 1985-1986 de football est la 41e édition de la Coupe nationale de football, la seule compétition nationale du pays en l'absence de championnat.
La finale est disputée à Vaduz, le 30 août 1986, entre le FC Vaduz et le FC Balzers. 
Le FC Vaduz remporte le trophée en battant le FC Balzers. Il s'agit du 21e titre de l'histoire du club dans la compétition.

## 1ertour
Le FC Vaduz est exempté de ce tour.
| Équipe 1          | Résultat | Équipe 2   |
| ----------------- | -------- | ---------- |
| USV Eschen/Mauren | 0 - 2    | FC Balzers |
| FC Triesenberg    | 6 - 7    | FC Triesen |
| FC Ruggell        | 4 - 1    | FC Schaan  |

## Demi-finales
| Équipe 1   | Résultat | Équipe 2   |
| ---------- | -------- | ---------- |
| FC Balzers | 1 - 0    | FC Ruggell |
| FC Vaduz   | 5 - 1    | FC Triesen |

## Finale
| 30 aout 1986 | FC Vaduz | 2 - 0 | FC Balzers | Vaduz |  |
|              |          |       |            |       |  |